# Ad Astra Rocket Company

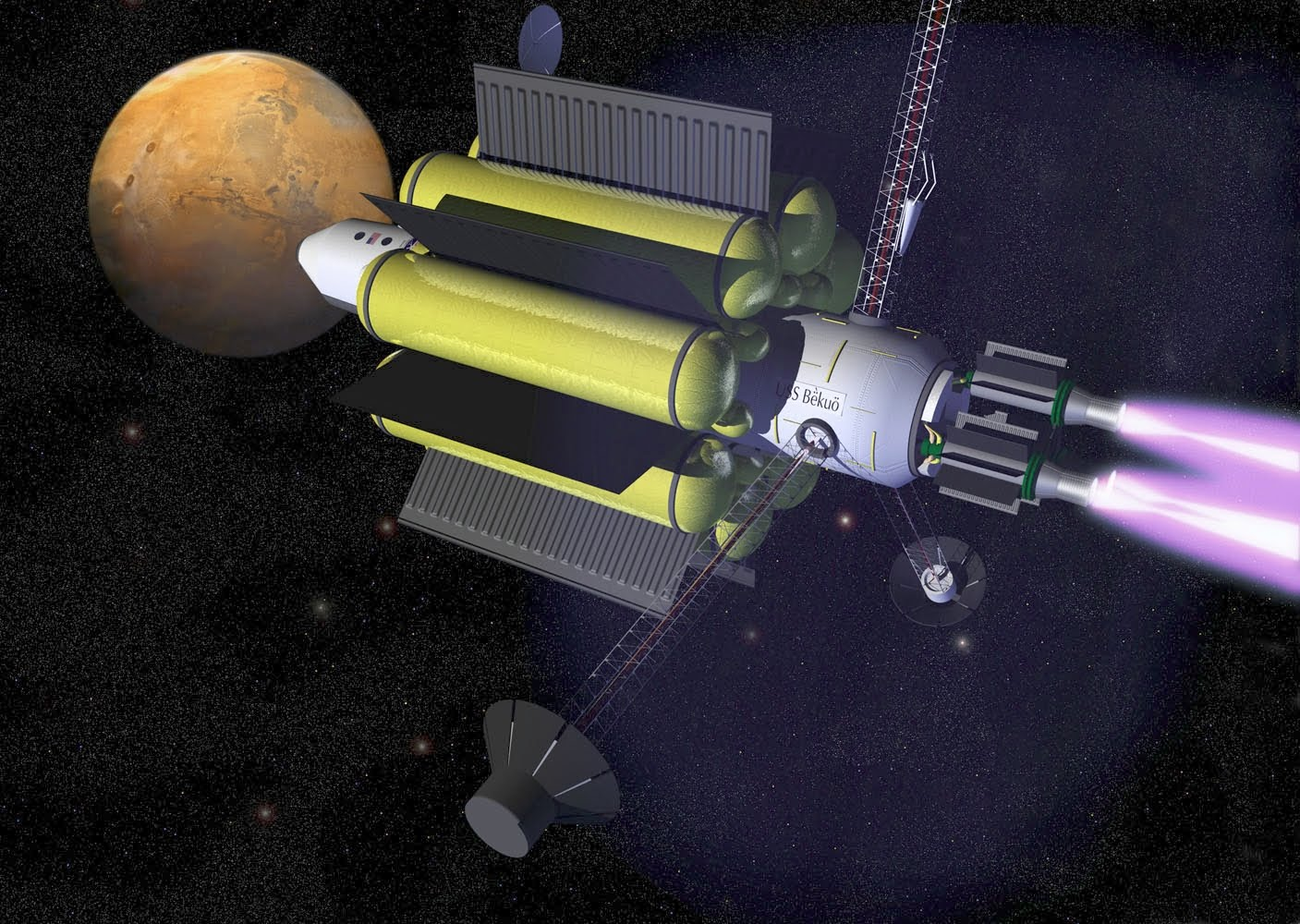
Diseño artístico del motor VASIMR surcando el espacio

Ad Astra Rocket Company es una compañía dedicada al desarrollo de su motor de plasma para aero naves espaciales. Esta compañía está situada en Webster, Texas, a varias millas del Centro Espacial Lyndon B. Johnson de la NASA y en Liberia, Guanacaste, Costa Rica . La empresa fue constituida el 14 de enero de 2005. El Presidente y CEO de Ad Astra Rocket Company es el exastronauta costarricense Dr. Franklin Chang-Díaz. La compañía ha estado trabajando en el concepto del Dr. Chang-Díaz del Motor de Magnetoplasma de Impulso Específico Variable, conocido por su sigla VASIMR. El VASIMR se propone tener varias ventajas sobre los actuales diseños de cohetes químicos, incluida la posibilidad de recargarse en el espacio, y velocidades ultra-altas para las misiones espaciales lejanas.
El Grupo Ad Astra Rocket Company Costa Rica (AARC-CR) es una subsidiaria de Ad Astra Rocket Company. AARC-CR se formó en 2005. La instalación se encuentra a unos 10 km al oeste de la ciudad de Liberia, capital de la provincia de Guanacaste. El 16 de diciembre de 2006, el equipo de Costa Rica de la AARC generó su primer plasma.

## Historia
VASIMR es un diseño de cohete que emplea la técnica de plasma para la propulsión de cohetes. Chang-Díaz desarrolló el concepto del VASIMR en 1979, poco después de su investigación de posgrado sobre la fusión y la propulsión de cohetes de plasma en el Instituto de Tecnológico de Massachusetts. Después de ser seleccionado como astronauta en 1980, Chang-Díaz, se presenta en siete misiones espaciales diferentes. Después de retirarse en 2005 de la NASA, Chang-Díaz formó Ad Astra Rocket Company para desarrollar su proyecto VASIMR.

## Actividad Actual
Ad Astra Rocket Company desarrolló el VX-200, un prototipo a escala real del motor VASIMR destinado a pruebas en tierra. La empresa probó con éxito el prototipo en septiembre de 2009 Tras la prueba, la empresa comenzará los preparativos para el VF-200-1, la unidad de primer vuelo. Ad Astra espera enviar el VF-200-1 al espacio. La tecnología VASIMR podría ser útil en un futuro próximo para los viajes espaciales interplanetarios. El diseño VASIMR sería capaz de reducir el viaje a Marte a menos de cuatro meses, mientras que los cohetes químicos actuales tomará alrededor de ocho meses.